# Miremont (Alto Garona)
Miremont é uma comuna francesa na região administrativa da Occitânia, no departamento do Alto Garona. Estende-se por uma área de 22.4 km², com 2.558 habitantes, segundo o censo de 2018, com uma densidade de 110 hab/km².